# Maasbree
Maasbree (anhörenⓘ) ist ein Ort und eine ehemalige Gemeinde in der niederländischen Provinz Limburg. Neben Maasbree, wo sich die Gemeindeverwaltung befand, gibt es mit Baarlo einen zweiten Ortsteil. Beide Dörfer sind etwa gleich groß. Am 1. Januar 2010 wurde Maasbree zusammen mit Helden, Kessel und Meijel zur neuen Gemeinde Peel en Maas zusammengeschlossen.

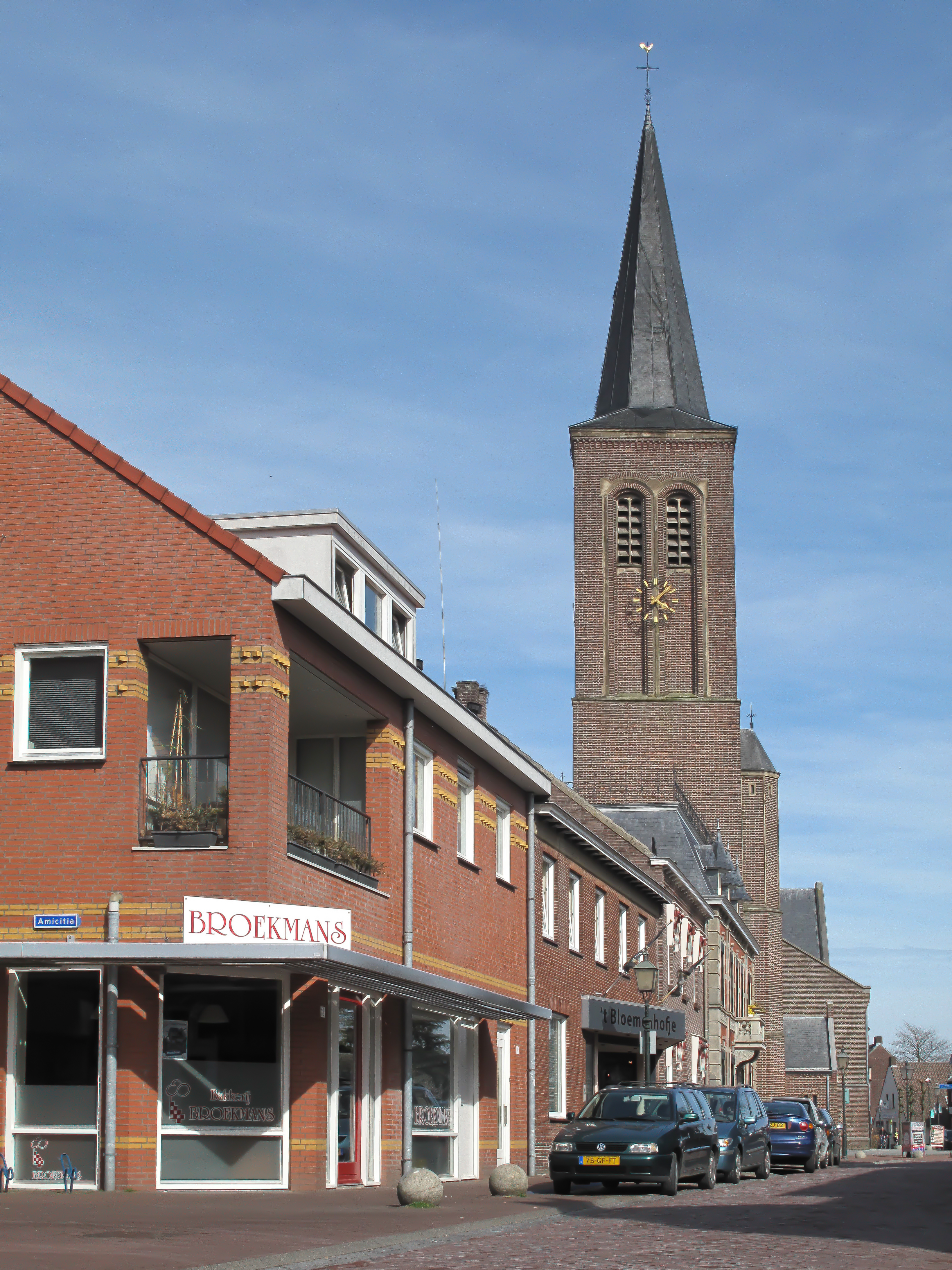
Maasbree, katholische Kirche

## Lage und Wirtschaft
Baarlo liegt am westlichen Ufer der Maas, nur 6,5 Kilometer südlich vom Venloer Stadtteil Blerick. Maasbree liegt etwa 4 km nordwestlich von Baarlo (A 67 Venlo–Eindhoven, Ausfahrt 38 Helden, Entfernung 7 km).
In Blerick befindet sich der nächste Bahnhof.
Der Radweg Fietsallee am Nordkanal verläuft durch den Ort.
Die Bevölkerung lebt hauptsächlich von der Land- und Gartenwirtschaft.

## Geschichte
Maasbree wurde als Bree im Jahr 1240 erstmals urkundlich erwähnt.
Der Name des Dorfes Baarlo soll von bar = kahl, unbewachsen und lo = von Menschen benutzter Wald abgeleitet sein.
Beide Orte gehörten vom Spätmittelalter an zum Herzogtum Geldern, und später, nach dem Spanischen Erbfolgekrieg von 1702, bis zum Wiener Kongress 1814 zum Königreich Preußen.

## Politik

### Sitzverteilung im Gemeinderat
Bis zur Auflösung der Gemeinde ergab sich seit 1982 folgende Sitzverteilung:
| Partei                                 | Sitze | Sitze | Sitze | Sitze | Sitze | Sitze | Sitze |
| Partei                                 | 1982  | 1986  | 1990  | 1994  | 1998  | 2002  | 2006  |
| -------------------------------------- | ----- | ----- | ----- | ----- | ----- | ----- | ----- |
| CDA                                    | 7     | 6     | 7     | 6     | 5     | 6     | 6     |
| PvdA                                   | —     | —     | 2     | 1     | 2     | 2     | 3     |
| GroenLinks                             | —     | —     | 2     | —     | —     | —     | 1     |
| Demokratische Samenwerking             | 3     | 4     | 4     | 4     | 4     | 2     | 3     |
| VVD                                    | 1     | 1     | 1     | 1     | 1     | 1     | 1     |
| Lokaal Aktief Maasbree Baarlo          | —     | —     | —     | —     | —     | —     | 1     |
| Politieke Vereniging Maasbree-Baarlo a | 2     | 2     | 1     | 2     | 3     | 4     | —     |
| Progressieve Kombinatie                | 1     | 2     | —     | 1     | 0     | —     | —     |
| Lijst Hutjens                          | 1     | —     | —     | —     | —     | —     | —     |
| Lijst Grubben                          | 0     | —     | —     | —     | —     | —     | —     |
| Gesamt                                 | 15    | 15    | 15    | 15    | 15    | 15    | 15    |

## Söhne und Töchter
- Antonius Hubert Thijssen (1906–1982), römisch-katholischer Ordensgeistlicher, Bischof von Larantuka, geboren in Baarlo